# Ґорчиця (Підляське воєводство)
Ґорчиця (пол. Gorczyca) — село в Польщі, у гміні Пласька Августівського повіту Підляського воєводства.
Населення — 195 осіб (2011).
У 1975-1998 роках село належало до Сувальського воєводства.

## Демографія
Демографічна структура станом на 31 березня 2011 року:
|          | Загалом | Допрацездатний вік | Працездатний вік | Постпрацездатний вік |
| -------- | ------- | ------------------ | ---------------- | -------------------- |
| Чоловіки | 101     | 25                 | 63               | 13                   |
| Жінки    | 94      | 16                 | 52               | 26                   |
| Разом    | 195     | 41                 | 115              | 39                   |